# 喜南鈴硝子
有限会社喜南鈴硝子（きなりがらす）は兵庫県丹波篠山市にあるガラスメーカー。2000年（平成12年）設立。ガラス棒を含むバーナーワーク用品の製造・販売及びとんぼ玉を含むガラス工芸品の製造・販売を行っている。

## 取り扱い製品
- ガラスロッド - 販売しているガラス棒にはAガラス（鉛ガラス）、Bガラス（ソーダガラス）、Cガラス（アルカリシリケートガラス）がある。
- とんぼ玉

## 製品の特徴
AガラスとBガラスの生産は中国で行われている。
Cガラスは国内で生産されており、透明度の品質は非常に高いと言われている。
Cガラスは鉛を含まない色数の豊富なエアバーナー用ガラスという特徴がある。
価格は佐竹ガラスやエッフェトレ・モレッティに比べ、安価である。
すべてのガラス棒は熱膨張係数を 128 ± 3 /Kにそろえてあり、混ぜて使うことが出来るため容易にオリジナルな色を作ることができる。
手芸店などでは、カタカナ書きの「キナリ」「キナリガラス」と表されている。